# Sabí d'Hermòpolis
Sabí d'Hermòpolis, també conegut com a Abibus o Phanas, fou un procurator, possible bisbe i màrtir cristià d'Hermòpolis Magna a Egipte.
Segons la tradició, es creu que fou governador i bisbe, procedent d'una família noble. Durant el seu episcopat, va treballar sense cessar pels més pobres. Durant la persecució de Dioclecià, ell, juntament amb altres cristians, foren empresonats. Sabí fou portat a Antinòupolis, on el van torturar fins que el van llançar al riu Nil.